# Rhyacophila lurella
Rhyacophila lurella är en nattsländeart som beskrevs av Donald G. Denning 1975. Rhyacophila lurella ingår i släktet Rhyacophila och familjen rovnattsländor. Inga underarter finns listade i Catalogue of Life.